# Illex
Ne doit pas être confondu avec Ilex.
Genre
Illex est un genre de calmars de la famille des Ommastrephidae.

## Liste des espèces
Selon World Register of Marine Species (14 mai 2016) et ITIS (14 mai 2016):
- Illex argentinus (Castellanos, 1960) - encornet rouge argentin
- Illex coindetii (Vérany, 1839)
- Illex illecebrosus (Lesueur, 1821) - calmar à courtes nageoires ou encornet rouge nordique
- Illex oxygonius Roper, Lu and Mangold, 1969

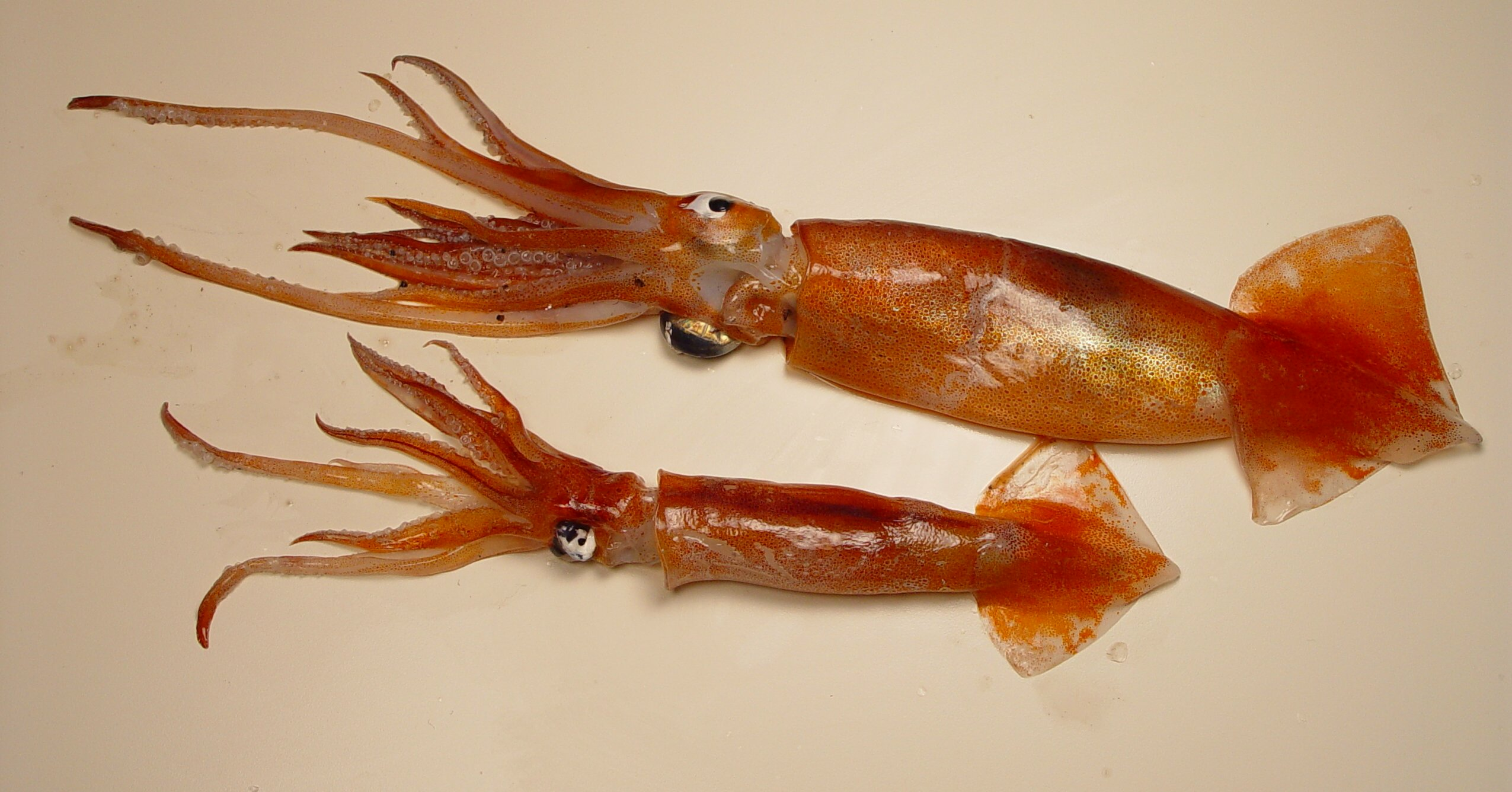
Illex coindetii
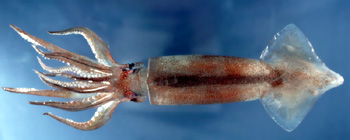
Illex illecebrosus
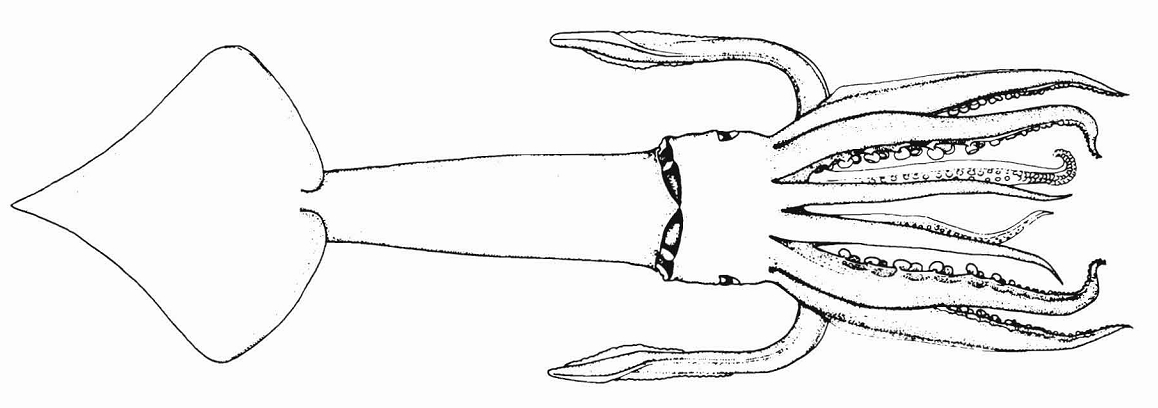
Illex oxygonius